# إدريس أوين
إدريس أوين (بالإنجليزية: Idris Owen)‏ هو سياسي بريطاني (وحمل سابقاً جنسية المملكة المتحدة لبريطانيا العظمى وأيرلندا)، ولد في 18 فبراير 1912، وتوفي في 2004. حزبياً، نشط في حزب المحافظين. في الانتخابات العامة في المملكة المتحدة 1970، انتخب عضو البرلمان الخامس والأربعون للمملكة المتحدة عن دائرة ستوكبورت الشمالية ‏ (18 يونيو 1970 – 8 فبراير 1974).